# Tolga Zengin
Tolga Zengin est un joueur de football turc né le 10 octobre 1983 à Hopa. Il évolue au poste de gardien de but. Il effectue l'ensemble de sa carrière à Trabzonspor puis au Beşiktaş JK.
Il a été sélectionné à plusieurs reprises en équipe nationale et a participé au Championnat d'Europe de football 2008 en tant que gardien remplaçant.

## Palmarès
- Championnat de Turquie : 2016 et  2017